# Alessandro Dudan
Il Conte Alessandro Dudan (Verlicca, 29 gennaio 1883 – Roma, 31 marzo 1957) è stato un politico, storico dell'arte e nobile italiano.

## Giovinezza e studi
Nato nella piccola località dalmata di Verlicca, presso Tenin, trascorse la sua adolescenza a Spalato, ove la sua famiglia - di antichissima nobiltà - era impiantata da secoli, avendo anche dato alla città un podestà (Leonardo Dudan, fra il 1848 e il 1853). Il padre - Antonio - era uno dei più ricchi possidenti dell'intera Dalmazia, e anche la madre - Caterina Gazzari - apparteneva a una delle famiglie più importanti della comunità italiana di Spalato.
Dopo gli studi liceali a Spalato, a vent'anni - nel 1903 - è studente a Vienna e partecipa ai moti studenteschi per la creazione di un'università italiana a Trieste. Segnalato dalla polizia, passa alcuni giorni in carcere, decidendo in seguito di fermarsi nella capitale dell'Impero Austroungarico, anche dopo la laurea in giurisprudenza. In quegli anni fu corrispondente per alcuni quotidiani italiani, pubblicando una serie di articoli molto critici e acuti sulla situazione dell'Impero, del quale intravedeva l'imminente sfacelo. Contemporaneamente, fa parte della generazione più giovane del partito autonomista, incarnandone l'ala più intransigente e filoitaliana.

## La partecipazione alla prima guerra mondiale
Allo scoppio della prima guerra mondiale, Dudan fuggì dall'Austria e riparò in Italia, svolgendo una frenetica azione di propaganda per l'intervento contro le Potenze Centrali, in qualità di presidente dell'Associazione Pro Dalmazia italiana.
In quel periodo pubblicò un saggio divenuto famoso: La dinastia degli Asburgo. Origini, grandezza e decadenza (Roma, 1914), che sia pure imbevuto di irredentismo aprì a notevoli prospettive di studi su quel difficile periodo di trapasso.
All'entrata in guerra dell'Italia, Dudan si presentò volontario: ufficiale di cavalleria, si distinse e venne decorato con una croce di guerra.
Fascista fin dalla prima ora (1919), si spese con fervore per il mantenimento delle promesse fatte all'Italia col Patto di Londra, facendo parte della delegazione italiana alla conferenza di pace di Parigi. Alla notizia dell'impresa di Fiume, partì per il capoluogo quarnerino per diventare "legionario" con Gabriele D'Annunzio.

## La Dalmazia nell'arte italiana
Fra il 1921 e il 1922 Dudan pubblicò La Dalmazia nell'arte italiana. Venti secoli di civiltà: una ponderosa opera di storia dell'arte dalmata che in lingua italiana rimase ineguagliata per profondità ed ampiezza di vedute, tanto da venir ristampata integralmente anche in anni recenti.
Con questa opera per la prima volta si presentava in un'organica visione d'insieme la storia dell'arte della Dalmazia in rapporto con le manifestazioni artistiche coeve. In modo particolare, Dudan approfondì le profonde connessioni fra l'arte dalmata e l'arte italiana, tuttora considerate assolutamente peculiari dall'intero panorama degli studiosi, sia italiani che croati. Fra gli storici dell'arte che compresero l'importanza di questo studio e lo citarono ampiamente sono da segnalare Adolfo Venturi, Bernard Berenson, Giuseppe Fiocco, Mario Salmi e Rodolfo Pallucchini.

## Il politico
Il fascismo di Alessandro Dudan è in diretta connessione col suo "nazionalismo di frontiera". Dudan partecipò alla marcia su Roma, rappresentando nel direttorio fascista Zara e la Dalmazia italiana.
Console della Milizia, fu eletto alla Camera dei deputati una prima volta nel 1921 per il collegio di Roma, ed in seguito nel 1924 e nel 1929 nel collegio unico nazionale.
Massone probabilmente fin dal periodo viennese, nel 1918 fu Maestro nella loggia "Universo" di Roma. Nella riunione del Gran Consiglio del Fascismo del 23 febbraio 1923 fu fra coloro che si astennero nella votazione sull'incompatibilità fra fascismo e massoneria, venendo quindi espulso dal Grande Oriente d'Italia.
Il 1º marzo 1934 ricevette la nomina a senatore del Regno, e prestò giuramento il 4 maggio dello stesso anno: dodici anni dopo avrebbe sostenuto, in una corrispondenza con la Presidenza del Senato, che la nomina in realtà sarebbe stata un caso di promoveatur ut amoveatur dalla sua attività di deputato Questore.
Nella sua opera parlamentare, perennemente ritornano gli incitamenti a non dimenticare la Dalmazia, della quale continuamente reclamò la "redenzione".

## La seconda guerra mondiale
Allo scoppio della seconda guerra mondiale, Dudan ritenne di poter finalmente coronare il suo sogno: la campagna di Jugoslavia e la successiva annessione di gran parte della Dalmazia, con la creazione del Governatorato della Dalmazia lo convinsero a tornare a Spalato.
Ma le sorti della guerra presto mutarono, e nel 1944 Dudan venne arrestato, rinchiuso nel campo di Padula e deferito all'Alta Corte di Giustizia per le Sanzioni contro il Fascismo, venendo dichiarato decaduto da senatore il 28 dicembre dello stesso anno. La dichiarazione venne in seguito annullata dalla Cassazione, l'8 luglio 1948.

## Gli ultimi anni e la morte
Alessandro Dudan trascorse gli ultimi anni della propria vita nel riserbo, impegnandosi nelle associazioni degli esuli istriano-dalmati.
Morì nella sua casa di Roma, il 31 marzo 1957.

## Opere principali di Alessandro Dudan (in ordine di pubblicazione)
- La politica antitaliana in Austria-Ungheria, Bontempelli, Roma 1912
- La monarchia degli Absburgo. Origini grandezza e decadenza, Bontempelli, Roma 1915
- La Dalmazia: sua italianità, suo valore per la libertà d'Italia nell'Adriatico, scritti di G. Dainelli, A. Dudan [et al.], Formiggini, Genova 1915
- Il problema dell'Adriatico: risposta al "Rinnovamento", rivista dell'on. Alceste De Ambris, Tipografia editrice Italia, Roma 1918
- La Dalmazia nell'arte italiana. Venti secoli di civiltà, Fratelli Treves, Milano 1921-1922
- Per i diritti d'Italia in Dalmazia e nell'Adriatico: discorso pronunciato alla Camera dei deputati sul bilancio degli esteri nella tornata del 14 giugno 1922, Camera dei Deputati, Roma 1922
- Giorgio di Sebenico, i Laurana di Zara e l'arte di Leon Battista Alberti, del Bramante e di Raffaello, Schonfeld, Zara 1935
- Anniversari e capitoli di storia dalmatica, Stamperia editrice Zanetti, Venezia 1955